# Carl Eberle (Politiker)
Carl Eberle (* 31. Mai 1879 in Neustadt im Schwarzwald; † 15. Februar 1964 in Freiburg im Breisgau) war ein deutscher Jurist und Kommunalpolitiker (Zentrum). 
Eberle war als Nachfolger von Albert Schill Bürgermeister von Waldkirch (1919–1933). Nach der nationalsozialistischen Machtübernahme 1933 wurde er abgesetzt und durch Max Kellmayer, Kreisleiter der NSDAP, ersetzt. Er zog daraufhin nach Freiburg und war dort als Rechtsanwalt tätig. Nach Kriegsende war Eberle im Sommer 1945 nochmals für einige Wochen (18. Juli – 22. September) eingesetzter Bürgermeister von Waldkirch, danach war er wieder in Freiburg tätig. 
Eberle war ab 1898 Mitglied der katholischen Studentenverbindung KDStV Arminia Freiburg im Breisgau im CV.
Der Autor Patrick Brauns ist sein Enkel.